# Samra Rahimli
Samra Rahimli (Bakú, Azerbaiyán, 20 de octubre de 1994), también conocida como Samra  es una cantante azerí. Es conocida por participar en La voz de Turquía, y por representar a Azerbaiyán en el Festival de la Canción de Eurovisión 2016 con el tema «Miracle».

## Carrera
Anteriormente había intentado representar a su país en el Festival de la Canción de Eurovisión 2012. Sin embargo, fue eliminada en la primera ronda de la selección nacional organizada por Azerbaiyán ITV.

## Discografía

### Singles

#### Como solista
| Año  | Título             |
| ---- | ------------------ |
| 2015 | «O sevir (Él ama)» |
| 2016 | «Miracle»          |
| 2017 | «Badminton»        |